# Châteney
Châteney ist eine Gemeinde im französischen Département Haute-Saône in der Region Bourgogne-Franche-Comté.

## Geographie
Châteney liegt auf einer Höhe von 317 m über dem Meeresspiegel, drei Kilometer östlich von Saulx und etwa 14 Kilometer nordöstlich der Stadt Vesoul (Luftlinie). Das Dorf erstreckt sich im zentralen Teil des Départements, östlich des Beckens von Saulx, an leicht erhöhter Lage östlich der Niederung des Ruisseau de Châteney, am Fuß der Höhen des Grand Bois de Genevrey.
Die Fläche des 2,60 km² großen Gemeindegebiets umfasst einen Abschnitt in der gewellten Landschaft zwischen dem Becken von Saulx im Westen und der Ebene von Lure im Osten. Von Norden nach Süden wird das Gebiet von der Alluvialniederung des Ruisseau de Châteney durchquert, der für die Entwässerung zur Colombine sorgt. Die Niederung liegt auf durchschnittlich 290 m und weist eine Breite von maximal einem Kilometer auf. Landwirtschaftliche Nutzung herrscht hier vor.
Nach Osten erstreckt sich das Gemeindeareal über den Hang von Châteney bis auf den angrenzenden, in Nord-Süd-Richtung langgezogenen Höhenrücken. Er ist von den Wäldern des Bois de Châteney und des Grand Bois de Genevrey bedeckt. Mit 414 m wird auf dieser Hochfläche die höchste Erhebung von Châteney erreicht. In geologisch-tektonischer Hinsicht wird das Gebiet von mehreren in Nord-Süd-Richtung verlaufenden Störungslinien zergliedert. Das Gelände besteht aus einer Wechsellagerung von sandig-mergeligen und kalkigen Sedimenten, die während der Lias (Unterjura) abgelagert wurden. An einigen Orten tritt auch Muschelkalk aus der mittleren Trias zutage.
Nachbargemeinden von Châteney sind Genevrey im Norden, Adelans-et-le-Val-de-Bithaine im Osten, Châtenois im Süden sowie Saulx im Westen.

## Geschichte
Erstmals urkundlich erwähnt wird Châteney im Jahr 1195 unter dem Namen Chastenay. Der Ortsname leitet sich vom altfranzösischen Wort chastenay ab, das so viel wie Kastanienwäldchen bedeutet. Im Mittelalter gehörte das Dorf zur Freigrafschaft Burgund und darin zum Gebiet des Bailliage d’Amont. Lange Zeit bildeten Châtenay und Châtenois zusammen ein Lehen, das den Herren von Faucogney gehörte. Erst im 16. Jahrhundert wurden die beiden Ortschaften getrennt. Zusammen mit der Franche-Comté gelangte Châtenay mit dem Frieden von Nimwegen 1678 definitiv an Frankreich. Im Jahr 1983 wurde Châtenay offiziell in Châteney umbenannt. Heute ist Châteney Mitglied des 17 Ortschaften umfassenden Gemeindeverbandes Communauté de communes du Pays de Saulx.

## Sehenswürdigkeiten
Auf dem Dorfplatz steht ein großer Brunnen mit drei Wasserbecken. Der Ortskern ist geprägt durch verschiedene Häuser aus dem 17. und 18. Jahrhundert, die den traditionellen Stil der Haute-Saône zeigen.

## Bevölkerung
| Jahr                       | 1962 | 1968 | 1975 | 1982 | 1990 | 1999 | 2006 |
| Einwohner                  | 56   | 60   | 44   | 40   | 46   | 44   | 53   |
| Quellen: Cassini und INSEE |      |      |      |      |      |      |      |

Mit 63 Einwohnern (1. Januar 2022) gehört Châteney zu den kleinsten Gemeinden des Département Haute-Saône. Nachdem die Einwohnerzahl in der ersten Hälfte des 20. Jahrhunderts deutlich abgenommen hatte (1886 wurden noch 161 Personen gezählt), wurden seit Mitte der 1970er Jahre nur noch geringe Schwankungen verzeichnet.

## Wirtschaft und Infrastruktur
Châteney ist noch heute ein vorwiegend durch die Landwirtschaft (Ackerbau, Obstbau und Viehzucht) und die Forstwirtschaft geprägtes Dorf. Außerhalb des primären Sektors gibt es nur wenige Arbeitsplätze im Ort. Einige Erwerbstätige sind deshalb Wegpendler, die in den größeren Ortschaften der Umgebung und in der Agglomeration Vesoul ihrer Arbeit nachgehen.
Die Ortschaft liegt abseits der größeren Durchgangsachsen an einer Departementsstraße, die von Châtenois nach Genevrey führt. Eine weitere Straßenverbindung besteht mit Saulx.